# گورستان خرابه لار
قبرستان خرابه لار مربوط به دوران‌های تاریخی پس از اسلام است و در شهرستان تاکستان، بخش ضیاءآباد، روستای بوزندان واقع شده و این اثر در تاریخ ۲۵ خرداد ۱۳۸۱ با شمارهٔ ثبت ۵۷۱۲ به‌عنوان یکی از آثار ملی ایران به ثبت رسیده است.